# .gr
.gr es el dominio de nivel superior geográfico (ccTLD) para Grecia. Los registros son procesados a través de registradores acreditados y es posible registrar dominios con letras griegas. 
Los dominios .gr pueden ser registrados únicamente por periodos iniciales de dos años, las renovaciones posteriores también se ven afectadas por esta política, por lo que se permiten renovaciones por 2, 4, 6, 8 y 10 años.

## Dominios de segundo nivel
Hay ocho dominios de segundo nivel oficiales:
- com.gr: para actividades comerciales.
- edu.gr: para instituciones educativas.
- net.gr: para proveedores de servicios de internet.
- org.gr: para organizaciones sin ánimo de lucro.
- gov.gr: exclusivamente para instituciones gubernamentales.
- mil.gr: exclusivamente para propósitos militares.
- mod.gr: Ministerio de Defensa de Grecia.
- sch.gr: organismos de educación locales, escuelas, educación primaria y secundaria y comunidades educativas.

También hay otros dominios de segundo nivel no oficiales:
- co.gr: para uso comercial.[2]

## Dominio de nivel superior alternativo
Grecia aplicó para el dominio de nivel superior geográfico internacionalizado .ελ para dominios compuestos por letras griegas. Fue rechazado por la ICANN en abril de 2011 porque se parecía visualmente al dominio .EA (EA es el código ISO 3166-1 alpha-2 reservado para Ceuta y Melilla).
En 2014, la ICANN decidió permitir a Grecia el dominio .ελ. El dominio se convirtió en operativo el 10 de julio de 2018.
Durante los primeros tres meses, los propietarios de dominios .gr que estuvieran escritos en alfabeto latino o griego podían obtener un dominio equivalente (o transcrito en alfabeto griego) con la terminación .ελ. Estas restricciones dejaron de existir desde octubre de 2018.
Además, también hay un plan para usar el dominio internacionalizado .ευ para la Unión Europea. Este dominio fue habilitado oficialmente el 14 de noviembre de 2019.